# جرذ القطن الأصفر الأنف
جرذ القطن الأصفر الأنف (الاسم العلمي:Sigmodon ochrognathus) (بالإنجليزية: Yellow-nosed cotton rat)‏ هو نوع من الحيوانات يتبع جنس جرذ القطن من فصيلة الفأرية.